# عريس الهنا (فلم 1944)
عريس الهنا هو فيلم مصري تم إنتاجه عام 1944، تأليف وإخراج إبراهيم لاما و بطولة بدر لاما، بدرية رأفت، بشارة واكيم.
الفيلم مأخوذ عن رواية ملك الحديد لجورج أونيه

## قصة الفيلم
تتراكم الديون على وديعة ويُحجز على بيتها. تصارح أمها بأنه يجب الزواج من رجلٍ ثريٍ لتسديد الديون. كانت تحب عبد السلام فيما مضى، لكنها اكتشفت خيانته لها. تقرر الزواج من الثري حامد . تقوم الخاطبة بإبلاغه بالديون المتراكمة على الأسرة، لكن حامداً يمضي قدماً في الزواج.
تقوم وديعة بإبلاغ حامد أنه لا ترغب إلاّ بماله، ويعيشان منفصلين في البداية، لكنها تشعر بحبها لزوجها مع مرور الوقت.

## فريق العمل
تأليف، إخراج: إبراهيم لاما
إنتاج: كوندور فيلم
بطولة:
- بدر لاما
- بدرية رأفت
- بشارة واكيم
- حسن فايق
- إسماعيل ياسين
- فردوس محمد
- ثريا حلمي
- عبد العزيز محمود
- محمد الديب

## روابط خارجية
- مقالات تستعمل روابط فنية بلا صلة مع ويكي بيانات